# Mordechaj Ben Porat
Mordechaj Ben Porat (hebrejsky: מרדכי בן-פורת‎, rodným jménem Mordechaj Kezaz; 12. září 1923 – 3. ledna 2022) byl izraelský politik, který v letech 1982 až 1984 zastával v izraelské vládě post ministra bez portfeje. Ve čtyřech funkčních obdobích byl poslancem Knesetu, v němž za tu dobu zastupoval pět různých politických stran.

## Biografie
Narodil se v iráckém Bagdádu a v roce 1945 podnikl aliju do britské mandátní Palestiny. O dva roky později vstoupil do Hagany a následující rok bojoval v izraelské válce za nezávislost. V letech 1949 až 1951 pomáhal organizovat masovou imigraci iráckých Židů, kvůli tomu byl celkem čtyřikrát zatčen iráckými úřady. Později studoval politologii na Hebrejské univerzitě v Jeruzalémě a administrativu na Telavivské univerzitě.
V roce 1955 se jako člen strany Mapaj stal předsedou místní rady (malého města) Or Jehuda, v jejímž čele stál až do roku 1969. Stranu opustil společně s Davidem Ben Gurionem poté, když v rámci Mapaje došlo k rozkolu a Ben Gurion se rozhodl začít znovu se stranou Rafi. Ve volbách v roce 1965 byl Ben Porat poprvé zvolen poslancem Knesetu, a to za stranu Rafi. V průběhu funkčního období se Rafi sloučila se Stranou práce, jež tehdy byla součástí uskupení Ma'arach. V následujících volbách v roce 1961 byl zvolen poslancem za stranu Ma'arach a v letech 1970 až 1972 byl zástupcem tajemníka Strany práce.
Svůj poslanecký mandát obhájil i v následujících volbách v roce 1973, avšak 15. března 1977 stranu opustil a zůstal nezařazeným poslancem. V parlamentních volbách téhož roku následně svůj post neobhájil. V roce 1979 se angažoval ve snahách Židovské agentury pomoci Židům opustit Írán.
V roce 1981 vstoupil do nově vzniklé strany Telem, za níž byl ve volbách téhož roku zvolen poslancem Knesetu. V červenci 1982 byl jmenován ministrem bez portfeje. Dne 6. června 1983 se strana rozpadla a Ben Porat založil Hnutí za obnovu sociálního sionismu. Členem vlády zůstal až do 31. ledna 1984 a ve volbách téhož roku přišel o poslanecký mandát. O čtyři roky později vstoupil do strany Likud.

## Ocenění
V roce 2001 mu byla udělena Izraelská cena, za jeho celoživotní úspěchy a zvláštní přispění společnosti Státu Izrael, a to zejména pro jeho roli v záchraně iráckých Židů. Izraelská cena je udílena od roku 1953 a patří mezi nejvyšší izraelská státní vyznamenání.